# 堀込 (白井市)
堀込（ほりごめ）は、千葉県白井市の町丁。現行行政地名は堀込一丁目から堀込三丁目。郵便番号270-1424。

## 地理
北は復、東は南山、南は池の上、西は根に隣接している。

## 世帯数と人口
2017年（平成29年）10月31日現在の世帯数と人口は以下の通りである。
| 丁目       | 世帯数    | 人口    |
| ---------- | --------- | ------- |
| 堀込一丁目 | 701世帯   | 1,507人 |
| 堀込二丁目 | 1,147世帯 | 2,281人 |
| 堀込三丁目 | 242世帯   | 725人   |
| 計         | 2,090世帯 | 4,513人 |

## 小・中学校の学区
市立小・中学校に通う場合、学区は以下の通りとなる。
| 丁目       | 番地 | 小学校               | 中学校             |
| ---------- | ---- | -------------------- | ------------------ |
| 堀込一丁目 | 全域 | 白井市立南山小学校   | 白井市立南山中学校 |
| 堀込二丁目 | 全域 | 白井市立池の上小学校 | 白井市立南山中学校 |
| 堀込三丁目 | 全域 | 白井市立池の上小学校 | 白井市立南山中学校 |

## 施設

### 一丁目
- マルエツ白井店
- NASスイミングスクール
- 白井郵便局
- 印西警察署白井駅前交番
- くすりの福太郎白井駅前店
- オークスブックセンター白井駅前店+GEO
- 堀込第二児童公園

### 二丁目
- 堀込第一児童公園

## 交通

### 鉄道
地内に鉄道は通っていない。復にある北総鉄道北総線の白井駅が利用できる。

### 道路
- 国道
  - 国道464号